# هیمن مصطفایی
هیمن مصطفایی (۱۳۶۸ کانی‌دینار — ۱۴۰۲ سنندج) زندانی سیاسی کُرد اهل ایران بود. او ۱۱ اسفند ۱۳۹۱ به اتهام قتل یک عضو سپاه پاسداران به نام ابراهیم محمدی در مریوان بازداشت شد و نهایتاً ۳۱ خرداد ۱۴۰۲ در زندان مرکزی سنندج اعدام شد. او پیشتر عضو کوموله بود اما پیش از بازداشت از این سازمان سیاسی جدا شده بود.
شبکه حقوق بشر کردستان و سازمان حقوق بشری هه‌نگاو در گزارش‌هایی از شکنجه شدید هیمن مصطفایی در دوران بازجویی برای اعتراف به قتل ابراهیم محمدی، یکی از اعضای سابق سپاه پاسداران خبر دادند. 

## دستگیری و بازداشت
هیمن مصطفایی روز ۱۱ اسفند ۱۳۹۱ به اتهام قتل یک عضو سپاه به نام ابراهیم محمدی بازداشت و به بازداشتگاه اداره اطلاعات شهر سنندج منتقل می‌شود. بر اساس گزارش های سازمان حقوق بشری هه‌نگاو، مصطفایی در دوران بازجویی تحت شکنجه‌های جسمی و روحی شدید قرار گرفته و ناچار به اعتراف اجباری علیه خود و پذیرفتن اتهام قتل ابراهیم محمدی می‌شود. این زندانی در زمان نگهداری در بازداشتگاه اداره اطلاعات از حق دسترسی به وکیل و ملاقات با خانواده نیز محروم بوده است.
به گفته شبکه حقوق بشر کردستان، هیمن مصطفایی ابتدا در دادگاه کیفری سنندج به اتهام نگهداری اسلحه به تحمل چهار سال حبس محکوم و از بابت اتهام قتل عمد، به قصاص محکوم می‌شود. بجز هیمن مصطفایی، سه شهروند دیگر اهل مریوان به نام‌های بیان کاکه‌یی، هیوا دادآفرین و خلیل شیرزادی هم به اتهام مشارکت در قتل بازداشت می‌شوند.
بر اساس گزارش هه‌نگاو در مهرماه سال ۱۴۰۱، در جریان اعتراضات به کشته شدن مهسا امینی در بازداشت گشت ارشاد که به داخل زندان سنندج هم کشید محمد جباری، دادستان کل استان کردستان، هیمن مصطفایی را تهدید به اجرای حکم اعدام کرده بود. جباری پرونده تعدادی از زندانیان از جمله هیمن مصطفایی را به صورت ویژه برای اجرای حکم اعدام به اجرای احکام ارسال می‌کند. بر همین اساس، مصطفایی روز نهم مهر ۱۴۰۱ به بازداشتگاه اداره اطلاعات منتقل می‌شود اما پس از اعتصاب غذای ۱۰ روزه به دلیل پنج ماه نگهداری در این بازداشتگاه، او را دوباره به زندان مرکزی سنندج بازمی‌گردانند.

## اجرای حکم اعدام
در تاریخ خرداد ماه ۱۳۹۶ با توجه به حکم، قرار بود که هیمن مصطفایی اعدام شود اما پس از تجمع اعتراضی خانواده این زندانی و جمعی از فعالان مدنی سنندجی در تاریخ ۳۱ خرداد ۱۳۹۶ و با کسب موافقت خانواده مقتول، اجرای این حکم موقتا متوقف شده بود. اما در تاریخ ۳۱ خرداد ۱۴۰۲ با وجود تجمع و اعتراض‌های شکل گرفته در مقابل زندان، او در تاریخ ۲۹ خرداد ۱۴۰۲ برای اجرای حکم اعدام به سلول انفرادی منتقل و در نهایت اعدام شد.